# Río Kathita
El río Kathita es un río en el este de Kenia, el río más largo de Meru. El río fluye en dirección noreste desde una fuente en lo alto del Monte Kenia alrededor de las colinas de Ithangune y Rutundu desde donde fluye hacia el este a través de espesas selvas ecuatoriales hacia Meru Town, y en dirección sureste hacia el río Tana. Es el más septentrional de los afluentes del río Tana en el monte Kenia.

## Geografía
A diferencia de muchos otros ríos que nacen en los páramos de Kenia, el río Kathita es único, ya que está formado por el derretimiento de los glaciares en los picos del Monte Kenia. Por lo tanto, esa es la razón por la cual su agua es muy fría en todas las estaciones, incluso el agua entubada de este río es tan distinta en este atributo de ser fría. El Kathita sigue un curso serpenteante bordeando las pequeñas aldeas de Kithaku, Katheri, Kaing'inyo, Gitimbene y finalmente atraviesa el corazón de Meru Town Meru. El río Kathita tiene un atributo único en el sentido de que su curso de agua corre a través de gargantas profundas, debido a que los trabajos de ingeniería para proyectos de riego de agua en el río Kathita son muy costosos. Sin embargo, los residentes locales, a través de proyectos comunitarios de autoayuda, siempre han encontrado formas de extraer agua para uso doméstico y riego. Los ejemplos incluyen el Proyecto de agua de Nduruma en el pueblo de Kianthumbi que fue iniciado por el Sr. Japhet MÍkiara y completado en 1997 con la contribución financiera y la participación activa de compañeros residentes de Kianthumbi. Un proyecto extendido, el proyecto Gakumbo que atiende a una población más grande, fue posible gracias a una subvención del gobierno australiano. En la antigüedad, Ameru tenía puentes de troncos únicos que se usaban para cruzar el río Kathita a lo largo de su curso profundo y lleno de gargantas, y actualmente, muchos de esos puentes todavía siguen en funcionamiento. Sin embargo, algunos grupos comunitarios, como el del pueblo de Kianthumbi, han logrado actualizarlos a los estándares modernos de estructuras de cemento y acero para mejorar la seguridad y el acceso a través del profundo desfiladero.

## Relevancia cultural
Es el río más grande de la región Imenti del condado de Meru y es el sitio de los ritos y rituales del pueblo Meru, incluida la iniciación de los niños en la edad adulta. Entre 2008 y 2010, la comunidad participó en el desarrollo de un microgenerador hidroeléctrico en una porción del río.